# マタンプシ

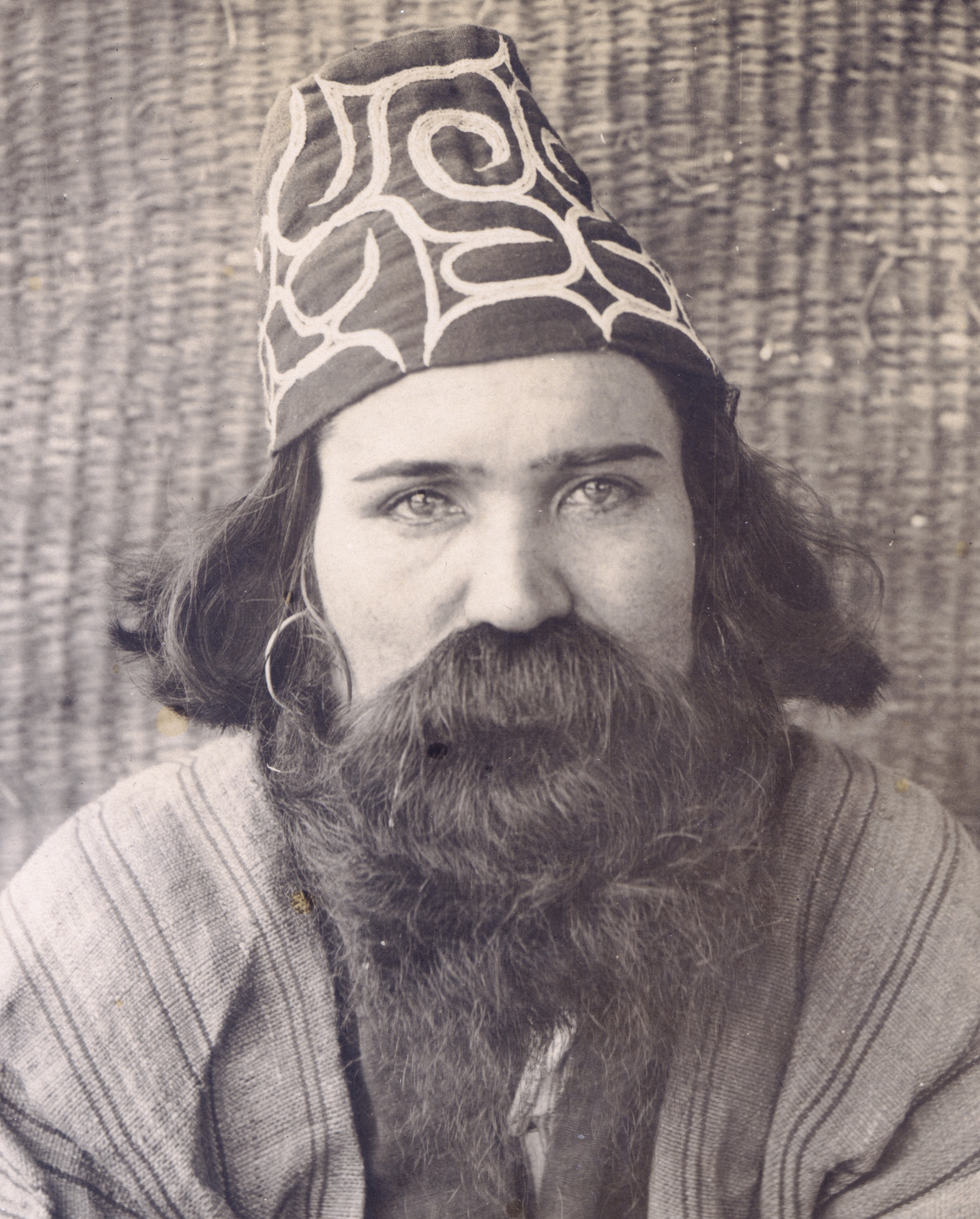
マタンプㇱを着用した男性

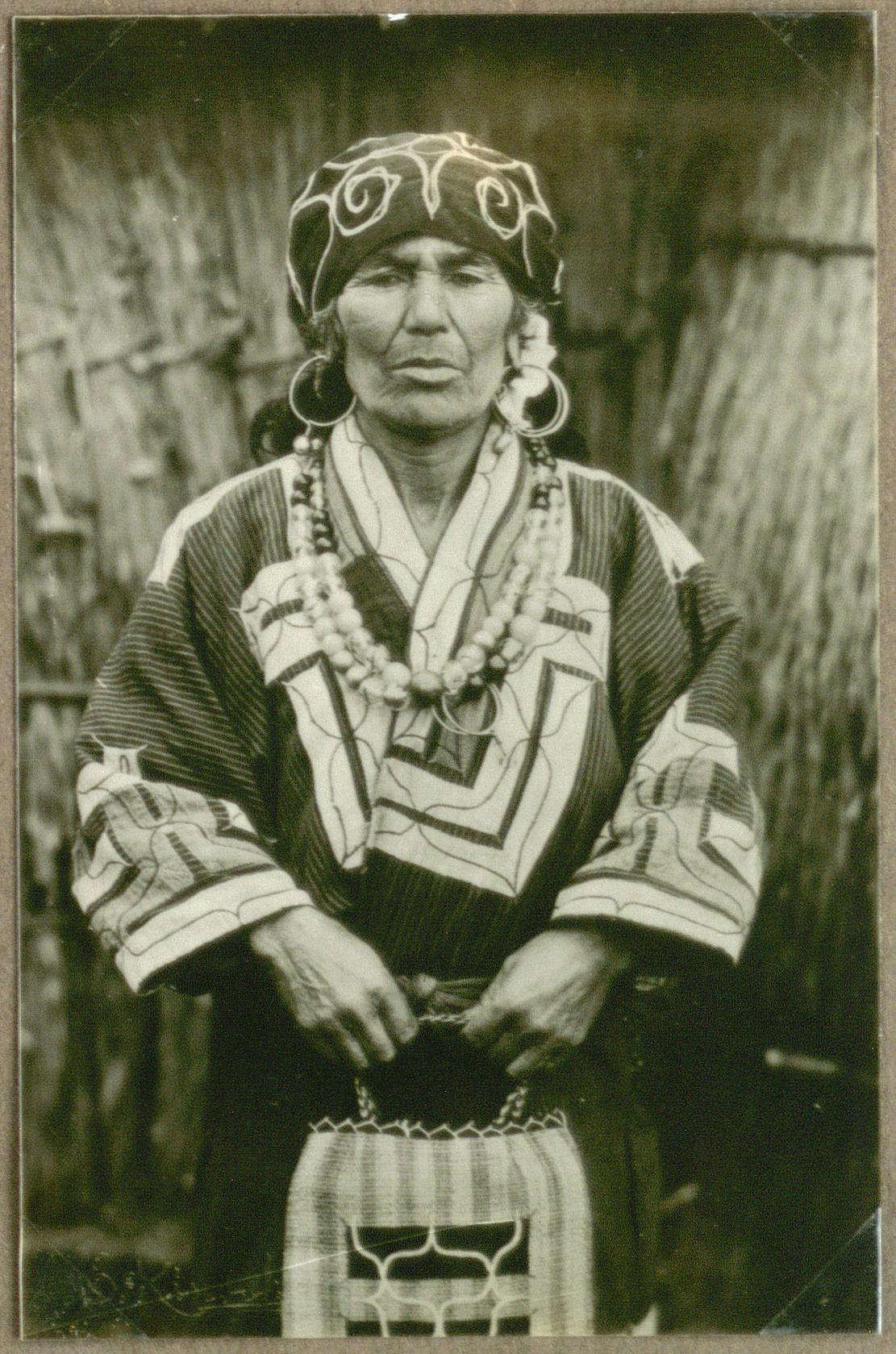
マタンプㇱを着用した女性

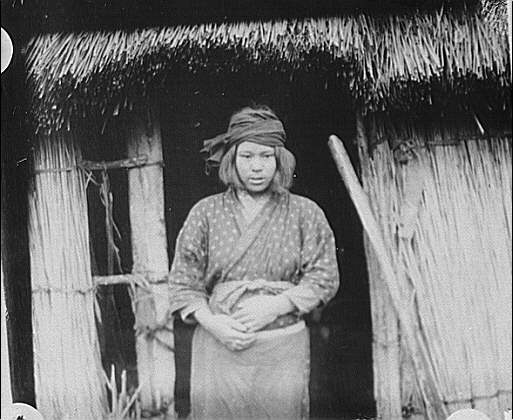
日常の女性は、無地の黒布で頭を覆う

マタンプシ（アイヌ語: マタンプㇱ／matampusまたはmatanpus）は、アイヌが着用した刺繍入りの鉢巻である。

## 形状
木綿製で、長さは最大1mほど。幅広く裁断された額の部分の布地には「アイヌ文様」と呼ばれる幾何学文様を刺繍して装飾する。着用する際は、男性は後頭部で結び、女性は前頭部で結んだ。現在では性の別なく後ろで結ぶ。

## 着用
アイヌには髪を結う習慣が無く、男女ともに肩のあたりで切りそろえていた。狩りや家事など日常作業の場合は髪の乱れを防ぐため男女ともに鉢巻をしたが、刺繍入りのマタンプㇱは男性のみ着用していた。女性は日常時は無地の黒布「センカキ」で頭を覆い、ハレの場では飾り結びをした無地の鉢巻「チェパヌㇷ゚」を頭に巻いた。しかし明治後期より女性もマタンプㇱを着用するようになり、21世紀の現在では儀礼の際のアイヌは男性がサパンペ（冠）を着用し、女性はマタンプㇱで盛装する場合が多い。